# Chotylowo (przystanek kolejowy)
Chotylowo (ros. Хотылёво) – przystanek kolejowy w pobliżu miejscowości Sielco, w rejonie briańskim, w obwodzie briańskim, w Rosji. Położony jest na linii Briańsk – Smoleńsk, przy osiedlu dacz.